# Harry Goodley
Harry Goodley (Nottingham, 30 marzo 1878 – Nottingham, 7 gennaio 1951) è stato un calciatore, arbitro di calcio, allenatore di calcio, giornalista sportivo inglese, noto anche come Henry.

## Biografia
Nato a Nottingham, in Inghilterra, figlio di un ingegnere meccanico per l'industria del merletto, seguì le orme del padre e si impiegò nella Birkin, la quale esportava in tutto il mondo i propri prodotti. Nel 1903 accettò di trasferirsi in Italia per impiegarsi nell'industria tessile di Alfred Dick, il quale nel 1905 diventò presidente della Juventus. Si racconta che Goodley fu il messo che portò la prima partita di maglie bianconere per la Juventus, richiesta da Gordon Thomas Savage, proprio nel suo viaggio di trasferimento a Torino da Nottingham.
A Torino si sposò con una italiana, Erina Parigi, che si trasferì in Inghilterra con lui e i tre figli quando Goodley decise di tornare in patria. Nel 1914 partì per il fronte delle Fiandre con la British Expeditionary Force.
Nel 1930 tornò per una visita a Torino, dove gli fu consegnato dai compagni nella Juventus un orologio come ringraziamento per i servigi forniti al gruppo.

### Calciatore
In patria giocò per due piccoli club del Nottinghamshire: il Basford Wanderers ed il Notts Rangers. Trasferitosi in Italia, venne introdotto nella Juventus dal proprio datore di lavoro, Alfred Dick, a ragione della esperienza maturata in patria col pallone. Disputò un solo incontro amichevole, poi si dedicò all'organizzazione del club. Quando Dick lasciò la Juventus, Goodley rimase ancora per diversi anni nel sodalizio.

### Arbitro
Divenne uno degli arbitri della società torinese in virtù della propria conoscenza del regolamento del gioco di calcio, dato che all'epoca gli arbitri erano stipendiati direttamente dai club, divenendo uno dei più apprezzati, tanto da venire scelto come l'arbitro del primo incontro della nazionale di calcio italiana. Nel campionato italiano diresse tra l'altro le finali della Prima Categoria 1909.
Goodley fu un fervente propugnatore dei tornei internazionali e in tal senso convinse la Federazione di allora ad organizzare il Sir Thomas Lipton Trophy.

### Allenatore
Dal 1907 al 1908 fu alla guida della Juventus, vincendo il Campionato Federale di Prima Categoria 1908.
Nel 1912 entra nella commissione tecnica della nazionale di calcio italiana, poiché all'epoca erano gli arbitri a svolgere il ruolo di selezionatori per la Nazionale, rimanendovi anche l'anno successivo.

### Giornalista
Diviene anche uno dei primi giornalisti sportivi, riuscendo a far dare più spazio al calcio nella Gazzetta del Popolo, che all'epoca si occupava prevalentemente di ciclismo ed atletica, come tutti i giornali italiani.